# Кетрін Адамс
Кетрін Адамс (англ. Kathryn Adams, іноді — англ. Catherine Adams; 25 травня 1893, Сент-Луїс, Міссурі — 17 лютого 1959, Голлівуд, Каліфорнія) — американська акторка епохи німого кіно.

## Життєпис
Кетрін Адамс (уроджена Еталінда Колсон) народилася 25 травня 1893 року в Сент-Луїсі, штат Міссурі. Після завершення навчання в Сент-Луїсі, брала уроки вокалу в Нью-Йорку.
Прийшла в кіноіндустрію в 1915 році після нетривалої та малоуспішної кар'єри в музичному театрі.
Після кількох успішних головних ролей, у 1920-х перейшла переважно до другорядних, а після 1925 року з'явилася на екрані лише єдиний раз, зігравши епізодичну роль у фільмі «Чоловік індіанки» (англ. The Squaw Man) 1931 року.
Померла Кетрін Адамс від інфаркту міокарда у 1959 році в своєму будинку в Голлівуді. Похована на цвинтарі Голгофа в Лос-Анджелесі.

## Вибрана фільмографія
- Убивство Дена Макгрю (1915)
- Після настання темряви (1915)
- Гелен з півночі (1915)
- Довга рука секретної служби (1915)
- Дитячий сад (1915)
- Невинний зрадник (1915)
- Хижий птах (1916)
- Для флоту дядька Сема (1916)
- Розлучений та дочка (1916)
- Вікарій з Вейкфілда (1917)
- Жінка і звір (1917)
- Вулиці ілюзій (1917)
- Звичайні два тижні (1917)
- Невгамовні душі (1919)
- Срібна дівчина (1919)
- Роман негідника (1919)
- Заборонена жінка (1920)
- Велике щастя (1921)
- Чоловік з Даунінг-стріт (1921)
- Позичені чоловіки (1924)
- Чоловік індіанки (1931)